# Else Bos
Else Bos (* 1959 in Rotterdam) ist eine niederländische Managerin, die seit 2018 die Finanzmarktaufsicht über Versicherer und Pensionsfonds bei der De Nederlandsche Bank (DNB) leitet.

## Werdegang
Bos studierte zwischen 1978 und 1983 Ökonometrie an der Erasmus-Universität Rotterdam. Anschließend war sie für ABN AMRO und die De Nationale Investeringsbank tätig, ehe sie 2002 zum Pensioenfonds Zorg en Welzijn wechselte. Nachdem sich 2008 die Verwaltungsorganisation PGGM ablöste, wurde sie 2013 Vorstandsvorsitzende beim seinerzeit zweitgrößten Pensionsfonds der Niederlande.
Im Juli 2017 wurde sie vom niederländischen Finanzministerium mit Wirkung ab dem 1. Juli 2018 zur Leiterin der Aufsicht über Versicherungsunternehmen und Pensionsfonds bei der niederländischen Zentralbank und damit Mitglied im Vorstand der DNB ernannt. Dabei machte ihr Gehalt Schlagzeile, da ihre Vergütung nicht mit den bisherigen Regelungen im Einklang stand, wonach diese unterhalb der des zuständigen Ministers sein müsse. Dabei wurde „aufgrund der einmaligen Kombination aus Kenntnis und Erfahrung“ seitens des Ministeriums eine Ausnahme gemacht. sie vertritt die DNB bei der europäischen Aufsichtsbehörde EIOPA. Seit 2017 ist sie Treuhänderin bei der International Financial Reporting Standards Foundation.